# 横山義恭
横山 義恭（よこやま よしやす、1943年1月2日 - ）は、NHKの元アナウンサー。

## 人物
東京都立小石川高等学校を経て慶應義塾大学卒業後、1967年入局。
定年後も嘱託職としてNHKに在籍していたが、2008年の幕開けとともに65歳完全定年となり、1月いっぱいでアナウンサーとしての勤務は終わった。現在は番組出演契約のシニアスタッフという形でラジオニュースなどを担当。

## 現在の担当番組
- ラジオニュース（主に国際放送向け）
- 気象通報

## 過去の担当番組
- 630とくしま
- NHKジャーナル キャスター
- ラジオセンター午前の部
- ひるのいこい